# ۱-هگزا کوزانول
۱-هگزا کوزانول (به انگلیسی: 1-Hexacosanol) با فرمول شیمیایی C۲۶H۵۴O یک ترکیب شیمیایی از خانواده الکل‌های چرب با شناسه پاب‌کم ۶۸۱۷۱ است. جرم مولی این ترکیب ۳۸۲٫۷۱ گرم بر مول بوده و به‌صورت جامدی مومی با نقطه ذوب ۷۹-۸۱ درجه سانتی‌گراد یافت می‌شود.

## خواص فیزیکی و شیمیایی
- حالت فیزیکی: جامد بلوری سفید
- حلالیت: نامحلول در آب، محلول در حلال‌های آلی مانند کلروفرم و اتانول[۳]
- پایداری: پایدار در دمای اتاق، اما اکسیدشونده در مجاورت نور و اکسیژن

## کاربردهای صنعتی و پزشکی
۱-هگزا کوزانول در صنایع آرایشی-بهداشتی به‌عنوان نرم‌کننده و امولسیفایر استفاده می‌شود. مطالعات بالینی نشان داده این ترکیب ممکن است در بهبود عملکرد عصبی بیماران مبتلا به اسکلروز جانبی آمیوتروفیک (ALS) نقش داشته باشد.